# IPod touch
iPod touch（アイポッド タッチ）は、かつてAppleが開発・販売していた、フラッシュメモリを内蔵したiPodシリーズのポータブルメディアプレーヤーである。

## 概要
初代iPhone（2007年6月29日米国発売）より電話とショートメッセージサービス（SMS）機能を削除したタッチスクリーン機器として2007年9月5日（日本時間9月6日）に公表され、日本では2007年9月22日より出荷が開始された。
発売当初よりiPhoneで培われた技術を採用しており、物理的なボタンは極力少なくし、ほとんどの操作は画面にタッチして行うという特徴を持っている。また、一般的なタッチパネルとは異なり、マルチタッチ対応のタッチパネルを使用することにより、単に画面を触るだけではなく、複数の指を画面上で広げたり閉じたりするような操作で、画面に表示している写真などを直感的に拡大・縮小できる。また、どの程度の速度で指を動かしているかを認識し、表示している項目のスクロール速度をコントロールするなど、従来のタッチパネルにない高度な操作を可能としている。
これまでのiPodでできた音楽、画像、動画の再生のみならず、Wi-Fiを通じて内蔵のiTunesでiPod touch単独で楽曲の購入が可能となり、Safariを搭載することによってウェブサイトの閲覧をはじめとするインターネット端末の役割をもつほか、App Storeからダウンロードしたゲームなどアプリケーションの実行機能も搭載されている。
モバイルデータ通信以外のiPhoneとの違いはGPSや電子コンパスの有無、ステレオミニプラグの有無（iPhone 7以降のiPhoneでは非搭載）などである。
第1世代iPod touchの販売当初は売り出し方の確信がなく、その後スティーブ・ジョブズが「顧客がゲーム機として確立させてくれた」と語っている。
第4世代まではiPhoneのスペックに合わせた廉価版という位置付けであったが、第5世代以降はiPhoneが普及したことにより、iPhoneの廉価版としての性格を強めることになった。第6世代以降はスマートフォン向けゲームの普及や各種ストリーミングサービス時代を反映してか、低価格モデルではゲームやストリーミングサービス向けの専用モデルとして、大容量モデルは既存のiPodユーザー向けとして発売され、第7世代ではその二極化がより顕著となったラインナップとなっている。
2022年5月10日、AppleはiPod touchを在庫限りで販売終了することを発表した。これにより「iPod」と名のつく商品は約20年の歴史に幕を下ろすこととなった。
なお、一部の飲食店チェーンでは、オーダーエントリーシステムのハンディターミナルとしてiPod touchを採用している。

## 歴代モデル

### 第1世代
第6世代iPod（iPod classic）、第3世代iPod nanoと共に2007年9月5日（日本時間9月6日）に発表された、日本では同年9月22日より出荷が開始された。通信方式にGSMを採用していないために初代iPhoneの発売が見送られた日本においては初のiPhone OS 1（当時はOS X iPhone 1.1）搭載端末となった。
ラインナップは8 GB（34,000円/$299）および16 GB（46,000円/$399）。2008年2月5日に32 GB（58,800円/$499）のモデルが追加されて3種類。色はブラックのみである。
システム要件はUSB 2.0ポート搭載で、iPod touch 1.1はiTunes 7.6以降、2.0はiTunes 7.7以降、2.1はiTunes 8.0以降がインストールされたMac OS X v10.4.10以降のMacまたはWindows XP SP2以降、Windows VistaおよびWindows 7のパソコン。
発売当初に搭載されていたアプリケーションは、カレンダー・YouTube・時計・計算機の4つ。2008年1月15日（日本時間）出荷分より、メール・マップ・株価・メモ・天気の5つが追加され、それ以前に出荷されたiPodのユーザーは、1月のアップデートとしてアプリケーションをiTunes Storeで購入（2,480円）することで対応した。なお、マップと同時に擬似GPSも追加されたが日本は一部を除き非対応である。また、日本の株価は日経平均株価と円相場以外は表示できない。
2008年7月11日に、iPhone 2.0 Software Update for iPod touch が公開され、2.0にアップデートすることによって、App Storeへの対応、関数電卓、Safariやメールからの画像保存、iTunesのアプリケーションのデザイン変更、連絡先の検索機能強化、日本語入力式独自のテンキー採用、MobileMe対応など新機能を使用することができる。1月のアップデートでのアプリケーションも含まれていて、1,200円でアップデートできる。こちらは7月11日以降出荷分もアップデートが必要である。
2008年9月9日、第2世代iPod touchの登場に伴い、Genius機能の追加された iPod touch 2.1アップデートが公開された。アップデートは、2.0からは無料、1.1からは1,200円。
2009年3月17日、同年夏に提供されるiPhone/iPod touchの最新OSとなる「iPhone OS 3.0」が発表された。このバージョンからiPhone OS とは呼ばずにiOSとなった。iPhoneは無料、iPod touchは9.95ドルでアップデートできる（日本では1200円）。 バージョン3.0にアップデートすることにより、100以上の新機能が追加される。例えば、すべてのアプリ間における文章のコピー&ペースト、メールやメモの横書き、写真・住所録・オーディオファイル・位置情報を送信できるMMS、全アプリケーションを対象とする検索といった機能に対応している。Bluetoothには非対応。

### 第2世代
2008年9月9日に第4世代iPod nanoと共に発表され、アメリカでは9月10日に発売、日本ではやや遅れ、無線LAN規格の認可が下りた数週間後に出荷された。
ラインナップは8 GB（27,800円/$229）、16 GB（35,800円/$299）および32 GB（47,800円/$399）の3種類で、色はブラックのみ。価格は第1世代から大幅に値下げされた。
システム要件はUSB 2.0ポート搭載でiTunes 8.0以降がインストールされたMac OS X v10.4.10以降のMacまたはWindows XP SP2以降、Windows VistaおよびWindows 7のパソコン。iPhone OS 2.1 for iPod touchが標準搭載されている。
本モデルにソフトウェア3.0以降をインストールすることによりBluetoothが使用可能になる。BluetoothではA2DPに対応した。
基本的な性能は第1世代を踏襲しているが、新たに音量調節ボタンとスピーカーが搭載された。また、Nike+iPodのワイヤレス機能も内蔵され、専用のセンサーを使用することによってNike + iPodのサービスを利用できる。

### 第3世代
2009年9月9日にiPod nano（第5世代）と共に発表された。当初Appleによる呼称は「Late 2009」「End 2009」だったが、2010年4月8日のiOS 4.0発表イベントより第3世代となった（32 GBと64 GBモデル）。
ラインナップは32 GB（29,800円）、64 GB（39,800円）の2種類だが、8 GBモデルは第2世代のまま19,800円に値下げされた。新たに64 GBモデルが追加され、32 GBモデルは第2世代よりも値下げされ、16 GBモデルはラインナップから消えている。色はブラックのみである。
システム要件はUSB 2.0ポート搭載でiTunes 9.0以降がインストールされたMac OS X v10.4.11以降のMacまたはWindows XP SP3、Windows Vista、Windows 7およびWindows 8のパソコン。
32 GBと64 GB両モデルはCPU/GPUが高速化され、メインメモリが倍増したことで、iPhone 3GSと同等の処理能力となり、音質、画質が前世代よりも改善されている以外に、Wi-Fi接続ではこれまでよりも早くウェブページがロードされるようになっている。但し、チップの型番は完全に同一ではない。
機能は第1世代、第2世代を受け継いでいるが、背面の鏡面に刻まれている文字の配置が変更されている。32 GBと64 GBではiPhone 3GSと同じく音声コントロールが可能となり、同梱されているイヤホンはリモコンとマイクが搭載されたものに変更になった。

### 第4世代
2010年9月2日にサンフランシスコのYerba Buena Centerで開催されたAppleのイベントで、マルチタッチをサポートしたiPod nano（第6世代）と、iPod shuffleと共に発表された。発表日と同じ、9月2日より予約受付開始、9月15日よりApple Storeや一部の家電量販店で販売開始された。
ラインナップは8 GB（20,900円）、32 GB（27,800円）、64 GB（36,800円）の3種類。8 GBモデルも仕様変更されており、価格は8 GBモデルを除いて若干値下がりしている。色は発売当初ブラックのみだったが、2011年10月5日にホワイトモデルが追加された。
システム要件はUSB 2.0搭載でiTunes 10.0以降がインストールされているMac OS X 10.5.8以降のMacまたはWindows XP SP3、Windows VistaかWindows 7が搭載されたパソコンが必要である。
高解像度ディスプレイ（3.5インチ、iPhone 4と同解像度（960×640）の「Retinaディスプレイ」）、Apple A4プロセッサ、3軸ジャイロセンサーなど、iPhone 4で搭載されるようになったハードウェアが多数加えられた。ただし、ディスプレイはiPhoneに比べ視野角がやや狭いなどの違いがあり、iPhone 4と全く同じではない。
また、本世代からカメラが搭載されるようになり、フロントカメラと背面カメラの2つを備えている。2つのカメラは720pのHD動画が撮影可能であり、それに伴いマイクロフォンも内蔵されるようになった。「FaceTime」でビデオ通話も可能となった。これによって、iPhone 4で利用可能だった「iMovie」が利用可能となったため、撮った動画を編集してそのままYouTubeなどにアップロードすることも可能となった。
一方で、iPhone 3G以降に搭載されているGPS機能や、iPhone 3GS以降に搭載されているデジタルコンパスは、このモデルにも搭載されていない。
本モデルにiOS 4.1以降をインストールすることにより、「Game Center」が利用可能となっている。
2011年10月5日にホワイトモデルが追加され、ブラックモデル、ホワイトモデル共にiOSがiOS 5にバージョンアップされている。8 GBモデルが16,800円、32 GBモデルが24,800円、64 GBモデルが33,800円と価格が引き下げられた。同時に発売されたiPhone 4Sとは異なり、iOS以外の仕様面でのバージョンアップはされなかったため、iPhoneシリーズとの差別化がより明確となった。最終iOSは6.1.6でサポート終了となった。理由はiOS 7からのUI刷新等に伴いメモリ不足が尋常じゃないほどで出て来たためである。
2012年9月12日に第5世代の発表と同時に、8 GBモデル、64 GBモデルの取り扱いは終了し、新たに第2世代以来の16 GBモデルが追加された。価格は16 GBモデルが16,800円、32 GBモデルが20,900円となった。

### 第5世代
Appleは、2012年9月12日（米国時間）にプレスイベントを開催し、LTE対応の「iPhone 5」とともに新しい「iPod touch」と「iPod nano」を発表した。2012年9月14日からApple Store オンラインで先行注文を受け付けた。
ラインナップは32 GB（24,800円）、64 GB（33,800円）。2013年5月31日に背面カメラを省略した16 GB（22,800円/229ドル）が追加されて3種類。2014年6月26日に16 GBモデルの仕様が変更され、価格は20,800円（199ドル）。8 GBモデルがラインナップから外れた。発売当初は価格は据え置きで、当面は第4世代のiPod touchも併売された。
デザインを一新し、iPod touchでは初めて5つのボディカラーが用意され、販売時点でピンク、イエロー、ブルー、シルバー、スレートの5色、Apple Store オンラインでは（PRODUCT）REDを加えた6色を用意した。2013年9月11日には、スレートを廃止して新色のスペースグレーを追加した。
IPS方式の4インチ「Retinaディスプレイ」（1136×640ピクセル）を搭載しつつ、サイズは58.6（幅）×123.4（高さ）×6.1（厚さ）ミリ、重量は88グラムと薄型・軽量化。
デュアルコアのA5チップを採用し、第4世代iPod touchの最大2倍の処理能力を持つことで、音質、画質が第4世代と比べて改善されている。しかし、この機種までは搭載メモリーが1 GB未満であった為、動作が重くなる問題が発生している。
iOSもiOS 6にバージョンアップされ、初めてiPodで「Siri」も使えるようになった。またiCloudを使った共有フォトストリームやiMessage、FaceTime、メール、Game Centerなど、iOSの主要機能をカバー。AirPlayミラーリングも備えているため、写真や動画、ゲームなどを大画面テレビに映し出して楽しめる。
500万画素になったiSightカメラはオートフォーカス付きで、LEDフラッシュも装備。顔検出や手ぶれ補正付きの1080p30fps動画の撮影をサポートしたほか、風景に沿ってカメラを動かすだけでパノラマ写真が撮影できる「パノラマ」も新たに搭載する。
従来の30ピンDockコネクタは廃止され、小型の「Lightningコネクタ」を装備。従来のオプションも使えるように“Lightning - 30ピンアダプタ”なども用意する。（但し、これを以ってしても、可能なのは電気的接続だけ。Dockコネクタを活用したサードパーティー製品で立てることは出来ない）。
バッテリー駆動時間は音楽再生で最長40時間、動画再生で最長8時間。新デザインの「Apple EarPods」イヤフォン、およびビデオ録画時などに便利なリストストラップ「iPod touch loop」が付属する。なお、2016年6月14日（日本時間）に行われたWWDC2016で発表となったiOS 10にはアップデート対象外となった。
2013年5月31日に、背面カメラとLEDフラッシュとiPod touch loopを省略した16 GBモデルを追加した。アメリカ市場で229ドル、日本国内では22,800円で販売される。
2013年5月31日に、日本国内で32 GBモデルが29,800円、64 GBモデルが39,800円に価格が引き上げられた。値上げ理由は、NHKなどの取材で「円安ドル高による改訂」としている。アメリカ市場では値段は据え置かれている。
2013年9月11日、新色のスペースグレーを32 GB・64 GBに設定。一方、明確な発表はないもののブラック（ブラック&スレート）がラインナップから外れる。
2014年6月26日、16 GBモデルの仕様を変更。32 GBモデル・64 GBモデル同様、カラーバリエーションがピンク、イエロー、ブルー、シルバー、スペースグレイ、（PRODUCT）REDの6色に増えた。背面カメラも搭載したため、iPod touch loop ホルダーが付けられたが、iPod touch loop本体は付属してない。価格は全モデル値引きされ、16GBモデルが20,800円（199ドル）、32GBモデルが24,800円（249ドル）、64GBモデルが29,800円（299ドル）に改定された。2015年3月10日に「為替市場の状況に応じた価格調整」を理由に16 GBが22,800円 32 GBが28,800円 64 GBが34,800円へ値上げされた。

### 第6世代
2015年7月15日（日本時間）、Apple Storeにて、新しい「iPod touch」が発売された。同時に新色を追加した「iPod nano」「iPod shuffle」も共に発売され、実に3年ぶりの新モデル発売となった。
ラインナップは16 GB（24,800円）、32 GB（29,800円）、64 GB（36,800円）、128 GB（48,800円）の4種類。新たに128GBモデルが追加され、128 GBモデルについては、Apple Store「オンラインストアと直営店」でのみの販売となった。
カラーは新色「ゴールド」が加わり、第5世代にあった色「イエロー」が無くなり、「スペースグレイ、ブルー、ピンク」がより濃いめの色となった。カラーバリエーションは、「スペースグレイ、シルバー、ゴールド、ブルー、ピンク、RED」の6色である。
第5世代より約6倍処理速度が向上した「Apple A8」チップを搭載し、iPod touchでは初めてとなる 64ビットアーキテクチャのCPUを搭載。また、メモリーは1GBを搭載したことで動作が重くなる問題は改善されており、これによって音質、画質が第5世代と比べて劇的に向上している。
iPod touch loopが廃止されたものの、本体の寸法は第5世代を踏襲しているため、そのアクセサリを流用できる場合が多い。外観が引き継がれたのは第2・3世代以来のことである。
カメラは、5メガピクセルからiPhone 5以降と同等の8メガピクセルとなった。ただし、採用されているレンズの明るさが異なることから、暗所での撮影能力はiPhone 5や6より若干劣るとの指摘がある。
iOS 8、iOS 9、iOS 10、iOS 11、iOS 12のいずれかがプリインストールされており、Apple Musicに対応している。
一方で、iPhone 5s以降に搭載されたTouch IDやiPhone 6以降に搭載された「Retina HDディスプレイ」は搭載されておらず、第5世代と同じくIPS方式の4インチ「Retinaディスプレイ」（1136×640ピクセル）を搭載しており、NFCは非搭載である。このように、機能は第5世代のマイナーバージョンアップ程度の改変に留まったものの、64ビットアーキテクチャのCPU搭載とメインメモリ容量増加による高速化の恩恵によって、コストパフォーマンスが非常に高いモデルとなっている。
2017年7月27日を以て16 GBモデルと64 GBモデルの販売を終了した。また、32 GBモデルと128 GBモデルが値下げされた。同日にiPod shuffle及びiPod nanoが販売終了となった。
2019年5月28日に、第7世代の発表とともに販売終了。
2019年6月に行われたWWDC2019で発表され同年秋にリリースされたiOS 13の対応が第7世代からとなった為、第6世代はiOS 12が最終サポートになる。
2024年5月現在、iOS 12はまだサポートされている。

### 第7世代
2019年5月28日（日本時間）予約注文を開始。
A10 Fusionチップを搭載し、グループFaceTimeやARに対応した。グラフィック性能が3倍に向上し通信性能も向上している。本モデルから手前に傾けてスリープ解除とバッテリー残量（%）表示の設定に対応した。ストレージ容量は32GB、128GBに加えて、新たに256GBが用意された。なお、前世代と比べてカラー及びサイズなどの外観に変更はない。また、イヤフォンジャック及びホームボタンも残されている。
公式サイトでの性能表記ではA10チップと記載されているが、同チップ搭載のiPhone 7（A10チップ）と比べると2.34 Ghzから1.64 Ghzにクロック周波数を下げている事から、iPhoneと比較すると、事実上iPhone 6s やiPhone SE (第1世代)（共にA9チップ）に近い処理能力となる。
2022年5月10日、Appleが本世代の在庫限りでの販売終了が発表されると同時に2001年から生産を続けてきたiPodシリーズの製造・販売を終わらせることを明らかにした。
2022年6月のWWDC2022で発表されたiOS 16には非対応である。
2024年5月現在、iOS 15のセキュリティアップデートは継続中。

## 仕様
基本的に従来のiPodシリーズに内蔵されている機能はすべてサポートしているが、USBマスストレージ規格上の、いわゆるUSBメモリとしては利用不可能。内部へのアクセス、データ保存自体はiPhone explorerなどによって可能。またiTunes Storeで販売されているAir Sharing等を使うことにより、無線経由でのストレージとして使用可能。
ビデオプレイリストも利用不可。音楽プレイヤーとしての基本仕様はiPodの項を参照。以下はiPod touchオリジナルの仕様や機能である。
|                               | 第1世代                                                                         | 第2世代                                                             | 第3世代                                                             | 第3世代                                                             | 第4世代                                                                                          | 第5世代 | 第6世代                                                                                 | 第7世代                                                                                 |
| 8 GBモデル、 第2世代Late 2009 | 第1世代                                                                         | 第2世代                                                             | 32/64 GBモデル                                                      |                                                                     | 第4世代                                                                                          | 第5世代 | 第6世代                                                                                 | 第7世代                                                                                 |
| ----------------------------- | ------------------------------------------------------------------------------- | ------------------------------------------------------------------- | ------------------------------------------------------------------- | ------------------------------------------------------------------- | ------------------------------------------------------------------------------------------------ | --- | --------------------------------------------------------------------------------------- | --------------------------------------------------------------------------------------- |
| 発売日                        | 2007年9月5日                                                                    | 2008年9月9日                                                        | 2009年9月9日                                                        |                                                                     | 2010年10月12日                                                                                   | 2012年10月11日 | 2015年7月15日                                                                           | 2019年5月28日                                                                           |
| 初期搭載iOS                   | iPhone OS 1.1                                                                   | iPhone OS 2.2                                                       | iPhone OS 3.1                                                       | iPhone OS 3.1                                                       | iOS 4.1                                                                                          | iOS 6 | iOS 8.4                                                                                 | iOS 12.3                                                                                |
| 対応iOS最新版                 | iPhone OS 3.1.3                                                                 | iOS 4.2.1                                                           | iOS 5.1.1                                                           | iOS 5.1.1                                                           | iOS 6.1.6                                                                                        | iOS 9.3.5 | iOS 12.5.7                                                                              | iOS 15.7.9                                                                              |
| iOS最終サポート系列           | iPhone OS 3系                                                                   | iOS 4系                                                             | iOS 5系                                                             | iOS 5系                                                             | iOS 6系                                                                                          | iOS 9系 | iOS 12系                                                                                | iOS 15系                                                                                |
| CPU                           | ARM11 400 MHz 後に412 MHzが採用                                                 | ARM11 533 MHz                                                       | ARM11 533 MHz                                                       | ARM Cortex-A8 600 MHz                                               | Apple A4 800 MHz                                                                                 | Apple A5 デュアルコア 800 MHz | Apple A8 デュアルコア 1.1 GHz                                                           | A10 Fusion 1.64 GHz                                                                     |
| メインメモリ                  | Mobile DDR SDRAM 128 MB                                                         | Mobile DDR SDRAM 128 MB                                             | Mobile DDR SDRAM 128 MB                                             | Mobile DDR SDRAM 256 MB                                             | Mobile DDR SDRAM 256 MB                                                                          | Mobile DDR2 SDRAM 512 MB | LPDDR3 SDRAM 1 GB                                                                       | 2 GB                                                                                    |
| フラッシュメモリ              | 8/16/32 GB                                                                      | 8/16/32 GB                                                          | 8 GB                                                                | 32/64 GB                                                            | 8/16/32/64 GB                                                                                    | 16/32/64 GB | 16/32/64/128 GB                                                                         | 32/128/256 GB                                                                           |
| ディスプレイ                  | 3.5インチ型マルチタッチ液晶 画素数：480×320ピクセル、解像度：163ppi             | 3.5インチ型マルチタッチ液晶 画素数：480×320ピクセル、解像度：163ppi | 3.5インチ型マルチタッチ液晶 画素数：480×320ピクセル、解像度：163ppi | 3.5インチ型マルチタッチ液晶 画素数：480×320ピクセル、解像度：163ppi | 3.5インチ型 マルチタッチ液晶 Retinaディスプレイ 画素数：960×640ピクセル、解像度：326 ppi         | 4インチ型 マルチタッチ液晶 Retinaディスプレイ 画素数：1136×640ピクセル、解像度：326 ppi | 4インチ型 マルチタッチ液晶 Retinaディスプレイ 画素数：1136×640ピクセル、解像度：326 ppi | 4インチ型 マルチタッチ液晶 Retinaディスプレイ 画素数：1136×640ピクセル、解像度：326 ppi |
| 無線LAN                       | IEEE 802.11b/g                                                                  | IEEE 802.11b/g                                                      | IEEE 802.11b/g                                                      | IEEE 802.11b/g                                                      | IEEE 802.11b/g/n（2.4 GHz帯のみ）                                                                | IEEE 802.11a/b/g/n（2.4 GHz、5.0 GHz） | IEEE 802.11a/b/g/n/ac                                                                   | IEEE 802.11a/b/g/n/ac                                                                   |
| 無線LAN                       | PPPoEには非対応。すべてのインターネットへのアクセスは無線LAN（Wi-Fi）を介する。 |                                                                     |                                                                     |                                                                     |                                                                                                  | |                                                                                         |                                                                                         |
| カメラ                        | 非搭載                                                                          | 非搭載                                                              | 非搭載                                                              | 非搭載                                                              | 背面と前面に搭載。960×720ピクセル（ビデオ撮影対応,背面カメラで720p HD 30 fps）、タップで露出調整 | - 新16/32/64 GB：背面と前面に搭載。前面に120万画素、背面には500万画素のiSightカメラ、LEDフラッシュ、HD（1080p 30 fps）ビデオ撮影、タップで露出とフォーカス調整 - 旧16 GB：前面に搭載。前面に120万画素のiSightカメラ | - 前面：120万画素FaceTime HDカメラ - 背面：800万画素iSightカメラ                        | - 前面：120万画素FaceTime HDカメラ - 背面：800万画素iSightカメラ                        |
| 外部接続端子                  | Apple Dockコネクタ                                                              | Apple Dockコネクタ                                                  | Apple Dockコネクタ                                                  | Apple Dockコネクタ                                                  | Apple Dockコネクタ                                                                               | Lightningコネクタ | Lightningコネクタ                                                                       | Lightningコネクタ                                                                       |
| 電池                          | 充電式リチウムイオンバッテリー                                                  | 充電式リチウムイオンバッテリー                                      | 充電式リチウムイオンバッテリー                                      | 充電式リチウムイオンバッテリー                                      | 充電式リチウムイオンバッテリー                                                                   | 充電式リチウムイオンバッテリー | 充電式リチウムイオンバッテリー                                                          | 充電式リチウムイオンバッテリー                                                          |
| カラー                        | 前面ブラック、背面ステンレス                                                    | 前面ブラック、背面ステンレス                                        | 前面ブラック、背面ステンレス                                        | 前面ブラック、背面ステンレス                                        | 前面2色（ブラック、ホワイト）、背面ステンレス                                                    | - 新16/32/64 GB：ブラックは前面・背面共に黒色。前面ホワイト、背面アルミニウム6色（シルバー、ピンク、イエロー、ブルー、(PRODUCT)RED、スペースグレー） - 旧16 GB：ブラック&シルバー                                   | スペースグレイ、ゴールド、シルバー、ピンク、ブルー、(PRODUCT)RED                        | スペースグレイ、ゴールド、シルバー、ピンク、ブルー、(PRODUCT)RED                        |
| サイズ（縦×横×厚）            | 110 mm×61.8 mm×8 mm                                                             | 110 mm×61.8 mm×8.5 mm                                               | 110 mm×61.8 mm×8.5 mm                                               | 110 mm×61.8 mm×8.5 mm                                               | 111 mm×58.9 mm×7.2 mm                                                                            | 123.4 mm×58.6 mm×6.1 mm | 123.4 mm×58.6 mm×6.1 mm                                                                 | 123.4 mm×58.6 mm×6.1 mm                                                                 |
| 重さ                          | 120g                                                                            | 115 g                                                               | 115 g                                                               | 115 g                                                               | 101 g                                                                                            | - 新16/32/64 GB：88 g - 旧16 GB：86 g | 88 g                                                                                    | 88 g                                                                                    |

- iPhoneと同様に、オペレーティングシステム（OS）にiOS（旧称 iPhone OS・OS X iPhone）を搭載。
- 加速度センサーによる重力加速度方向検出による縦横の感知。
- iCloudをサポート。
- Safariによるウェブブラウズ。
- YouTubeアプリをApp Storeからダウンロードすることにより、YouTubeの動画の閲覧が可能（iOS 5まではYouTubeのアプリがプリインストールされていた）。通常のYouTubeではFLV（MPEG-4）形式で動画が提供されるが、アプリからはより高画質なH.264形式の動画が視聴できる。ただし、H.264に変換されていない動画は視聴できない。
- メールでは、PDF、HTML、Microsoft Word、Microsoft Excelの添付ファイルの表示ができる。
- iPhone、iPad、Macのユーザーとメッセージをやりとりできる「iMessage」が利用できる。
- Appleによる独自のマップアプリ（iOS 5まではGoogle マップのデータを利用していた）。
- 閲覧・編集・検索機能付き住所録。
- 10桁電卓機能。iPhone OS 2.0以降では横画面表示で関数電卓に対応。
- Walletで、クーポンやメンバーズカードなどを一元管理できる。
- iTunes Storeに接続しiPod touch単体で音楽やビデオをダウンロード。
- App Store（iPhone OS 2.0 以降）に接続しAppをダウンロード。
- FaceTimeに対応（グループFaceTimeは第7世代のみ）
- ARKitに対応（第7世代のみ）

2008年3月6日にiPhoneおよびiPod touch向けネイティブアプリケーションソフトウェア開発キット（SDK）を6月にリリース予定と発表。7月11日にiPhone OS 2.0と同時にApp Storeが公開され、アプリケーションの追加が可能となった。

## ファームウェア・アップデート履歴
| バージョン | 内容 |
| ---------- | --- |
| 1.0        | 1.1.12バイト文字を使用するWindowsと接続した際のロック問題を修正。 1.1.2iPod touchのカレンダー機能からスケジュール登録が可能となった。TIFFライブラリの脆弱性が修正。また、言語設定が英語の状態で日本語の文字を表示すると、非常に形の崩れたフォントになる問題が修正されている。 1.1.3脆弱性が修正。画面下部のアプリケーションの背景が鏡面からiPhone式に変更された。Safariで画面上部にあったお気に入り追加ボタンが画面下部に加わり、いままでお気に入りボタンがあった場所には検索ボタンが追加された。また、SafariでiPod touchを横向きにしたときに日本語の変換ができるようになった。 iPhoneと同様に、メール機能・Googleマップ・株価・メモ・天気等のアメリカ中心のアプリケーションソフトの使用が可能となった。2008年1月15日（日本時間）以前に出荷したものは有償（日本では2,480円）、それ以後の出荷は無償である。また、Safariで見つけたお気に入りのサイトやアプリケーションをWebクリップとしてホーム画面に表示させる機能や、ホーム画面をユーザ専用にカスタマイズする機能が追加されたほか、音楽再生時に歌詞を表示することができるようになった。 1.1.4不具合の修正（1.1.3でSafariを横画面表示にし、文字入力した場合のキー表示ズレ・1.1.3でSafariを縦画面表示にし文字入力の際にバックスペースで修正するとSafariが落ちるなどの修正） 1.1.5不具合の修正（2.0の新機能を含まないもの） |
| 2.0        | 2.09.95ドル（日本円では1200円）でアップデートできる。ただし、7月11日以降出荷分でもアップデートが必要だった。App Storeへの対応、関数電卓、Safariやメールからの画像保存、iTunesのアプリケーションのデザイン変更、連絡先の検索機能強化、日本語入力式独自のテンキー採用、MobileMe対応など新機能が豊富に搭載されている。 2.0.1不具合の修正 2.0.2不具合の修正 2.1多数の不具合の修正（関数電卓のπを使った計算のバグが訂正されていたり、日本語入力においてレスポンスが向上、連文節変換ができるようになった）、セキュリティアップデート、Genius機能の追加。第2世代iPod touchには標準搭載。第1世代のiPod touchからのアップデートは、2.0からは無料、1.1からは1,200円。 2.212個の不具合の修正。PodcastをiPodからダウンロードできるようになるなど新機能の追加（この中にはストリートビュー、絵文字の対応などiPhoneでのみ利用できるものも含まれる）。Safariの一部UI変更や安定性の向上。セキュリティアップデート。なお価格は2.1のときと同じ。 |
| 3.0        | 3.09.95ドル（日本では1200円）でアップデートできる。 バージョン3.0にアップデートすることにより、100以上の新機能が追加される。例えば、すべてのアプリ間における文章のコピー&ペースト、メールやメモの横書き、写真・住所録・オーディオファイル・位置情報を送信できるMMS、全アプリケーションを対象とする検索といった機能に対応している。BluetoothではA2DPプロトコルに対応した。 3.1iPhone OS 3.0をインストールしていれば無料。それ以外は600円と有償。 |
| 4.0        | 4.0第2世代、第3世代ともに無料でアップデートができる。100以上の新機能が追加された。しかし、第2世代と第3世代では機能が異なっている。たとえば、ホーム画面の壁紙の変更やマルチタスクの対応は第3世代のiPod touchのみとなっている。 4.0.2不具合の修正。 4.1バージョン4.0と同じく第2世代、第3世代ともに無料でアップデートができる。iPod touch（第4世代）では標準で搭載されている。「Game Center」の追加や、バグ修正、AVRCP対応、「FaceTime」が利用可能となった。ただし、FaceTimeは前面カメラが搭載された、第4世代のみ対応となっている。 4.2.1同じく第2世代、第3世代ともに無料でアップデートができる。AirPrint機能のほか、マルチタスクにも音量調節ができる新機能が追加された（マルチタスクの利用できない第2世代iPod touchはこの機能を利用できない）ボイスメモアプリアイコンの変更などもある。 |
| 5.0        | 5.0第3世代以降に対応し、無料でアップデートができる。2011年10月5日以降に出荷された第4世代では標準で搭載されている。 5.0.1不具合の修正、セキュリティアップデート。バッテリー問題（電池の減りが早い）の修正が盛り込まれたが改善されなかった。 5.1バッテリー問題の修正、フォトストリームからの写真の削除が可能、ロック画面にカメラのショートカットが常時表示。 |
| 6.0        | 6.0第4世代以降に対応し、無料でアップデートできる。Safariの写真とビデオのアップデート対応・iCloudタブ・オフラインリーディングリスト、おやすみモードの追加、設定、.appの改善、UIが少し変更された。Youtubeが廃止され、マップのデータ元が、Googleで無くなり、独自のデータを搭載した。しかしこのバージョンではマップのデータは正確ではなく、多数の不具合が報告された。 |
| 7.0        | 第5世代のみ対応。第4世代がサポートから外れる。UIが一新される。さまざま所で透明感あるインターフェイスになる。初期搭載Appのデザインが全て変更される。ミュージックAppで本体を横向きにすると表示されるCover FlowがCover Wallに変更された。このバージョンから初めてコントロールセンターが搭載された。 |
| 8.0        | 第5世代のみ対応。コントロールセンターのデザインが変更。 |
| 8.4        | 第5、6世代対応。Apple Musicがミュージックに追加される。Cover Wallが廃止されミュージックで横向き画面は無くなった。 |
| 9.0        | 第5、6世代対応。パフォーマンス中心のアップデート。Newsstand、Passbookが廃止されWallet、News(日本非対応)が追加された。設定でバッテリー項目が追加される。(ただし、低電力モード、バッテリー残量(%)表示は非対応である。)ホーム画面先頭ページを右にスワイプすると、Siriの候補、近くの場所、ニュースが表示されるようになる。(iPod touch 第6世代のみ。)Metalを搭載された機種でグラフィックが高速化されている。(iPod touchは6世代のみ。) |
| 9.3        | Night Shiftが追加された。(iPod touch 第6世代のみ。) |
| 10.0       | 第6世代のみ対応。この時点で最新のiPod touch以外サポートから外れた。ロック画面が一新され'スライドでロック解除'から'ホームボタンを押してロック解除'に変更された。コントロールセンターで機内モード(黄)、Wi-Fi、Bluetooth (青)、おやすみモード (紫)、画面の向きをロック(赤) 選択時に色付けされたほか、2ページ目にミュージック、音量調節、3ページにホームアクセスが追加された。 アプリフォルダのモーションが変更された。ウィジェットがロック画面からアクセス可能となる。 |
| 11.0       | 第6世代のみ対応。App Store、コントロールセンターが一新されたほか、ファイルApp、マップ、計算機、設定のアイコンが変更された。 Siriの性能が向上し翻訳ができるようになる(日本語非対応)。 Apple Musicで聞いている曲を共有できるようになる。iOS 4まで搭載されていた地球の壁紙が復活した。 |
| 11.2       | 第6世代のみ対応。コントロールセンターの仕様が変更された。 |
| 11.2.5     | 第6世代のみ対応。HomePodに対応。 |
| 11.4       | 第6世代のみ対応。複数のデバイスで音楽の再生が可能な、AirPlay2に対応。 |
| 12.0       | 第6世代及び第7世代に対応。パフォーマンスの向上や、スクリーンタイムなどの新機能を追加。 |
| 12.2       | 第6世代及び第7世代に対応。Apple TV+に対応した新しい「tv」アプリやAirPods(第2世代)の対応、スクリーンタイムを曜日ごとに変更できる新機能などを追加 |

## 公表されている誤動作・脆弱性など
iPod touchは、コンテンツ（アドレスデータ、カレンダー、曲、写真、ビデオ、Podcastなど）の為に、正常に動作しなくなることがある。この場合は、異常な動作の原因と考えられるコンテンツを選択して削除すると回復することが多い。しかし、リストアなどの復帰処理を試しても回復不能となる場合もある。また、米国では発火事件（Appleは製品の故障によるものではないとしている）、フランスでは2010年8月5日にフランス政府のコンピューターセキュリティー機関CERTAから、iOS 3.1.2 - 4.0を搭載するiPod touchの脆弱性も報告されている。
iOS 9.3.5以前を搭載したiPod touchにBlueborneと呼ばれるBluetoothの深刻な脆弱性がある。これはBluetoothをオンにしているだけで勝手にデバイスを操作される恐れがある。現時点で、第5世代以前のiPod touchにアップデートはないのでBluetoothをオフにする以外対処方法はない。
Wi-Fiにおける脆弱性でKRACK問題が発見された。iOS 11.1で修正されるが適用できるのは第6世代のみ。詳細が公表済みなため、今後悪用した攻撃が増える恐れがある。第5世代以前はWi-Fiを利用すること自体にリスクが伴うことになる。

## ファームウェアハック

### 脱獄
iPhoneと同様に、Apple非公式のファームウェアに書き換えることで、Appleからの認証を受けていないアプリケーション、Tweakなどをインストールし、動作させることができる（通称："Jailbreak"、日本語では「脱獄」）。しかし、この行為により、Appleのサポートを受けられなくなるほか、システムが破損してしまう等、故障してしまう可能性もある。そのため、本来は推奨されない行為である。

### 起動ディスク
パーティションを作成することで、Mac OSなどの起動ディスクとして利用することもできる。